# جایزه فرهنگستان فیلم آفریقا
جایزه فرهنگستان فیلم آفریقا (انگلیسی: Africa Movie Academy Awards) که به اختصار «آما» (AMAA) گفته می‌شود و با عنوانِ «جایزهٔ آما» (The AMA Awards) هم شناخته می‌شود، جایزه‌ای که همه‌ساله به دستاوردهای سینمایی قاره آفریقا تعلق می‌گیرد و محل برگزاری آن کشور نیجریه است.
این جایزه با هدف بزرگداشت و ارج‌نهادن به صنعت سینمای آفریقا و همچنین اتحاد فرهنگی و هنری این قاره بنیان نهاده شده است و همه‌ساله، شخصیت‌های هنری، سیاسی، فرهنگی گوناگونی از سرتاسر جهان در مراسم آن حضور می‌یابند.
این جایزه و مراسمش، معتبرترین جایزهٔ سینمایی قاره آفریقا و مهمترین رویداد سینمایی این قاره محسوب می‌شود.